# Västra örarna, Iniö
För andra betydelser, se Västra örarna.
Västra Ören är klippor i Finland.   De ligger i kommunen Pargas i landskapet Egentliga Finland, i den sydvästra delen av landet, 200 km väster om huvudstaden Helsingfors.
Terrängen runt Västra Ören är mycket platt.  Närmaste större samhälle är Tövsala, 19,2 km nordost om Västra Ören. 